# Список глав Гродненской области
После февральской революции 1917 года губернские правления и должности губернаторов были ликвидированы, взамен которых вводились должности губернских комиссаров Временного правительства.
После распада СССР губернатора Гродненской области назначает президент Республики Беларусь. В настоящее время должность занимает Юрий Караев.
В данном списке пропущены руководители Гродненского района в составе БССР с 1940 по 1944 год, так как в данный период административное образование с центром в Гродно не являлось единицей первого уровня. Если управление областью пришлось по большей части на следующего правителя, то выделяется его цветом и наоборот.

## Гродненская область
| Легенда |
| --- |
| Управление областью в период председательства Иосифа Виссарионовича Сталина Управление областью в период председательства Никиты Сергеевича Хрущёва Управление областью в период председательства Леонида Ильича Брежнева Управление областью в период председательства Михаила Сергеевича Горбачёва Управление областью в период председательства Станислава Станиславовича Шушкевича Управление областью в период президентства Александра Григорьевича Лукашенко |

| Портрет         | Глава                           | Титул, чин, звание | Годы жизни                                    | Вступление в должность | Уход в отставку       | И.    |
| --------------- | ------------------------------- | ------------------ | --------------------------------------------- | ---------------------- | --------------------- | ----- |
| Нет изображения | Ратайко Пётр Иванович           | председатель       | 1898 год — 1962 год                           | 1944 год               | 1948 год              | [ 2 ] |
| Нет изображения | Ляхов Фёдор Александрович       | председатель       | 1908 — 1969                                   | 1948 год               | 1951 год              | [ 2 ] |
| Нет изображения | Кононович Ипполит Сильвестрович | председатель       | 8 апреля 1908 года — 27 декабря 1974 года     | 1951 год               | 1961 год              | [ 2 ] |
| Нет изображения | Молочко Николай Петрович        | председатель       | 12 декабря 1919 года — 6 апреля 1988 года     | август 1961 года       | 1972 год              | [ 2 ] |
| Нет изображения | Фомичёв Григорий Филатович      | председатель       | 10 января 1925 года — 24 января 1978 года     | 1972 год               | 24 января 1978 года   | [ 2 ] |
| Нет изображения | Кабяк Сергей Терентьевич        | председатель       | 12 сентября 1931 года — 20 декабря 1985 года  | 1978 год               | октябрь 1983 года     | [ 2 ] |
| Нет изображения | Арцименя Дмитрий Константинович | председатель       | 28 сентября 1932 года — 20 сентября 1993 года | октябрь 1983 года      | 20 сентября 1993 года | [ 2 ] |
| Нет изображения | Домаш Семён Николаевич          | председатель       | 2 января 1950 года — 9 февраля 2019 года      | 21 октября 1993 года   | 12 декабря 1994 года  | [ 2 ] |
|                 | Дубко Александр Иосифович       | председатель       | 14 января 1938 года — 4 февраля 2001 года     | 12 декабря 1994 года   | 4 февраля 2001 года   | [ 2 ] |
| Вакансия        | Вакансия                        | Вакансия           | Вакансия                                      | 5 февраля 2001 года    | 29 марта 2001 года    | [ 2 ] |
| Нет изображения | Савченко Владимир Егорович      | председатель       | 26 февраля 1952 года — настоящее время        | 29 марта 2001 года     | 27 января 2010 года   | [ 5 ] |
| Вакансия        | Вакансия                        | Вакансия           | Вакансия                                      | 27 января 2010 года    | 20 мая 2010 года      | [ 2 ] |
| Нет изображения | Шапиро Семён Борисович          | председатель       | 17 июня 1961 года — настоящее время           | 20 мая 2010 года       | 14 ноября 2013 года   | [ 6 ] |
|                 | Кравцов Владимир Васильевич     | председатель       | 28 августа 1953 года — настоящее время        | 14 ноября 2013 года    | 22 августа 2020 года  | [ 7 ] |
|                 | Караник Владимир Степанович     | председатель       | 8 января 1973 года — настоящее время          | 22 августа 2020 года   | 3 марта 2025 года     |       |
| Вакансия        | Вакансия                        | Вакансия           | Вакансия                                      | 3 марта 2025 года      | 31 марта 2025 года    |       |
|                 | Караев Юрий Хаджимуратович      | председатель       | 21 июня 1966 года — настоящее время           | 31 марта 2025 года     | настоящее время       |       |